# دومنیک سیترل
دومنیک سیترل (به انگلیسی: Dominic Seiterle) (زادهٔ ۱۹۷۵) قایقران روئینگ اهل کانادا است.
ازا فتخارات وی میتوان به کسب مدال طلا قایقرانی هشت نفره در بازی‌های المپیک تابستانی ۲۰۰۸  اشاره کرد.